# Gray Maynard
Bradley Gray Maynard (Phoenix, 9 maggio 1979) è un lottatore di arti marziali miste statunitense.
Combatte nella categoria dei pesi leggeri per l'organizzazione UFC, nella quale nel 2011 è stato per due volte un contendente al titolo di categoria, pareggiando e poi perdendo contro il campione in carica Frankie Edgar.
È suo uno dei più veloci KO della storia dell'UFC, avendo messo al tappeto in soli 9 secondi Joe Veres.

## Carriera nelle arti marziali miste

### Campionati scolastici
Maynard vanta un ottimo background nella lotta libera a livello studentesco, avendo vinto il campionato dell'Ohio nel 1998 e terminando la high school con un record di 135-16.
All'Università statale del Michigan è stato compagno sportivo e di stanza di Rashad Evans.
Pur non vincendo alcun titolo universitario Maynard è stato un all-american per ben tre volte.
Dopo che nel 2004 non venne convocato dalla nazionale olimpica di lotta libera per le Olimpiadi di Atene Maynard pensò al ritiro agonistico, ma un periodo da sparring partner di B.J. Penn e da allievo di Randy Couture lo rivalutarono e decise di proseguire.

### Ultimate Fighting Championship
Maynard entrò direttamente nell'UFC grazie alla quinta stagione del reality show The Ultimate Fighter: fortuna volle che la serie TV scelse come uno dei due allenatori B.J. Penn, e che in tale stagione veniva coinvolta solamente la categoria dei pesi leggeri, fatalità quella perfetta per Maynard.
Nel torneo del reality Maynard sconfisse Wayne Weems e Brandon Melendez ma si dovette arrendere in semifinale a Nate Diaz.
Nel campionato UFC Maynard dimostra subito un immenso talento grazie ad un eccezionale record di 7-0, nel quale sconfigge avversari del calibro di Frankie Edgar e Nate Diaz; inoltre al suo primo incontro (successivo al No Contest contro Rob Emerson per l'evento The Ultimate Fighter 5 Finale) stende Joe Veres in soli 9 secondi, ovvero il secondo KO più veloce di allora dopo quello di Todd Duffee ai danni di Tim Hague nell'evento UFC 102: Couture vs. Nogueira, che fu di 7 secondi.
Il 28 agosto 2010 affrontò Kenny Florian in una gara valida per l'opportunità di poter sfidare il campione in carica dei pesi leggeri Frankie Edgar: Maynard vinse ai punti con merito.
Il 1º gennaio 2011 Maynard affrontò il campione Frankie Edgar, già sconfitto nel 2008: la gara terminò in parità e la cintura rimase nelle mani di Edgar, con Maynard certo della possibilità di una rivincita; tale incontro venne premiato Fight of the Year ai Fighters Only World MMA Awards del 2011.
Il re-match avvenne l'8 ottobre 2011 ma questa volta Maynard cade per KO Tecnico, perdendo la sua imbattibilità da professionista.
Maynard torna a lottare nel giugno 2012 nel main match dell'evento UFC on FX: Maynard vs. Guida, dove affronta il top 10 Clay Guida e si aggiudica un noioso incontro con una risicata e discutibile vittoria ai punti.
Verso fine anno avrebbe dovuto affrontare Joe Lauzon ma proprio Maynard s'infortunò al ginocchio e saltò la sfida.
Nel 2013 Maynard, inserito nei ranking ufficiali dell'UFC come il contendente numero 3 nella divisione dei pesi leggeri, avrebbe avuto una nuova opportunità di combattere per il titolo nel caso fosse riuscito a sconfiggere l'astro nascente della categoria e numero 5 del ranking TJ Grant: l'avversario canadese mette KO Maynard in poco più di due minuti.
Nel novembre dello stesso anno viene sconfitto per KO tecnico durante la prima ripresa anche dall'ex contendente al titolo Nate Diaz, numero 8 dei ranking: si trattò della terza sfida tra Maynard e Diaz contando anche il match disputato nel 2007 per la quinta stagione del reality show The Ultimate Fighter.
Il 2014 non inizia meglio e Maynard viene messo KO anche da Ross Pearson.
In dicembre prese parte all'evento di lotta libera Grapple at the Garden tenutosi presso il Madison Square Garden di New York dove affrontò l'atleta del WSOF Ozzy Dugulubgov, vincendo con il punteggio di 27-0. Mentre ad aprile del 2015 venne sconfitta da Alexander Yakovlev per decisione unanime.
A luglio del 2016 affrontò al suo debutto nei pesi piuma Fernando Bruno. Sfruttando le sue notevoli doti nella lotta libera, Maynard riuscì ad ottenere la vittoria per decisione unanime.
Il 3 dicembre dovette vedersela con Ryan Hall, perdendo l'incontro per decisione unanime.

## Risultati nelle arti marziali miste
Gli incontri segnati su sfondo grigio si riferiscono ad incontri di esibizione non ufficiali o comunque non validi per essere integrati nel record da professionista.
| Risultato  | Record     | Avversario         | Metodo                       | Evento                                               | Data              | Round | Tempo | Città                      | Note                                            |
| ---------- | ---------- | ------------------ | ---------------------------- | ---------------------------------------------------- | ----------------- | ----- | ----- | -------------------------- | ----------------------------------------------- |
| Sconfitta  | 12-6-1 (1) | Ryan Hall          | Decisione (unanime)          | The Ultimate Fighter: Tournament of Champions Finale | 3 dicembre 2016   | 3     | 5:00  | Las Vegas, Stati Uniti     |                                                 |
| Vittoria   | 12-5-1 (1) | Fernando Bruno     | Decisione (unanime)          | The Ultimate Fighter 23 Finale                       | 8 luglio 2016     | 3     | 5:00  | Las Vegas, Stati Uniti     | Debutto nei Pesi Piuma                          |
| Sconfitta  | 11-5-1 (1) | Alexander Yakovlev | Decisione (unanime)          | UFC Fight Night: Mendes vs. Lamas                    | 4 aprile 2015     | 3     | 5:00  | Fairfax, Stati Uniti       |                                                 |
| Sconfitta  | 11-4-1 (1) | Ross Pearson       | KO Tecnico (pugni)           | UFC Fight Night: Bader vs. Saint Preux               | 16 agosto 2014    | 2     | 1:35  | Bangor, Stati Uniti        |                                                 |
| Sconfitta  | 11-3-1 (1) | Nate Diaz          | KO Tecnico (pugni)           | The Ultimate Fighter 18 Finale                       | 30 novembre 2013  | 1     | 2:38  | Las Vegas, Stati Uniti     |                                                 |
| Sconfitta  | 11-2-1 (1) | TJ Grant           | KO Tecnico (colpi)           | UFC 160: Velasquez vs. Bigfoot 2                     | 25 maggio 2013    | 1     | 2:07  | Las Vegas, Stati Uniti     | Eliminatoria per il titolo dei Pesi Leggeri UFC |
| Vittoria   | 11-1-1 (1) | Clay Guida         | Decisione (non unanime)      | UFC on FX: Maynard vs. Guida                         | 22 giugno 2012    | 5     | 5:00  | Atlantic City, Stati Uniti |                                                 |
| Sconfitta  | 10–1-1 (1) | Frankie Edgar      | KO Tecnico (pugni)           | UFC 136: Edgar vs. Maynard III                       | 8 ottobre 2011    | 4     | 3:54  | Houston, Stati Uniti       | Per il titolo dei Pesi Leggeri UFC              |
| Parità     | 10–0-1 (1) | Frankie Edgar      | Parità                       | UFC 125: Resolution                                  | 1º gennaio 2011   | 5     | 5:00  | Las Vegas, Stati Uniti     | Per il titolo dei Pesi Leggeri UFC              |
| Vittoria   | 10–0 (1)   | Kenny Florian      | Decisione (unanime)          | UFC 118: Edgar vs. Penn 2                            | 28 agosto 2010    | 3     | 5:00  | Boston, Stati Uniti        | Eliminatoria per il titolo dei Pesi Leggeri UFC |
| Vittoria   | 9–0 (1)    | Nate Diaz          | Decisione (non unanime)      | UFC Fight Night: Maynard vs. Diaz                    | 11 gennaio 2010   | 3     | 5:00  | Fairfax, Stati Uniti       |                                                 |
| Vittoria   | 8–0 (1)    | Roger Huerta       | Decisione (non unanime)      | UFC Fight Night: Diaz vs. Guillard                   | 16 settembre 2009 | 3     | 5:00  | Oklahoma City, Stati Uniti |                                                 |
| Vittoria   | 7–0 (1)    | Jim Miller         | Decisione (unanime)          | UFC 96: Jackson vs. Jardine                          | 7 marzo 2009      | 3     | 5:00  | Columbus, Stati Uniti      |                                                 |
| Vittoria   | 6–0 (1)    | Rich Clementi      | Decisione (unanime)          | UFC 90: Silva vs. Côté                               | 25 ottobre 2008   | 3     | 5:00  | Rosemont, Stati Uniti      |                                                 |
| Vittoria   | 5–0 (1)    | Frankie Edgar      | Decisione (unanime)          | UFC Fight Night: Florian vs. Lauzon                  | 2 aprile 2008     | 3     | 5:00  | Broomfield, Stati Uniti    |                                                 |
| Vittoria   | 4–0 (1)    | Dennis Siver       | Decisione (unanime)          | UFC Fight Night: Swick vs Burkman                    | 23 gennaio 2008   | 3     | 5:00  | Las Vegas, Stati Uniti     |                                                 |
| Vittoria   | 3–0 (1)    | Joe Veres          | KO (pugno)                   | UFC Fight Night: Thomas vs Florian                   | 19 settembre 2007 | 1     | 0:09  | Las Vegas, Stati Uniti     |                                                 |
| No Contest | 2–0 (1)    | Rob Emerson        | No Contest (entrambi KO)     | The Ultimate Fighter 5 Finale                        | 23 giugno 2007    | 2     | 0:39  | Las Vegas, Stati Uniti     | Debutto in UFC                                  |
| Sconfitta  | NU         | Nate Diaz          | Sottomissione (ghigliottina) | The Ultimate Fighter 5                               | 14 giugno 2007    | 2     | 1:17  | Las Vegas, Stati Uniti     | Torneo dei Pesi Leggeri TUF 5, Semifinale       |
| Vittoria   | NU         | Brandon Melendez   | Sottomissione (ghigliottina) | The Ultimate Fighter 5                               | 31 maggio 2007    | 2     | 4:07  | Las Vegas, Stati Uniti     | Torneo dei Pesi Leggeri TUF 5, Secondo turno    |
| Vittoria   | NU         | Wayne Weems        | KO Tecnico (pugni)           | The Ultimate Fighter 5                               | 17 maggio 2007    | 1     | 2:47  | Las Vegas, Stati Uniti     | Torneo dei Pesi Leggeri TUF 5, Primo turno      |
| Vittoria   | 2–0        | Brent Weedman      | Decisione (unanime)          | WEF: Orleans Arena                                   | 10 giugno 2006    | 3     | 5:00  | Las Vegas, Stati Uniti     |                                                 |
| Vittoria   | 1–0        | Joshua Powell      | KO Tecnico (pugni)           | Title Fighting Championships 1                       | 21 aprile 2006    | 1     | 2:56  | Des Moines, Stati Uniti    |                                                 |